# Феноменологія релігії
Феноменоло́гія релі́гії — релігієзнавчий напрям, предметом дослідження якого є релігійний феномен.

## Початок
Як релігієзнавчий напрям феноменологія релігії сформувалася в першій половині XX ст. завдяки працям німецьких теолога і філософа Рудольфа Отто (1869-1937), філософа Макса Шелера (1874-1928), голландського філософа Герхарда ван дер Леува (1890-1950), які зосереджувалися на описі, класифікації властивих релігійним явищам ознак.

## Основи феноменології релігії
Головна вимога до дослідження релігійних феноменів полягає в тому, щоб побачити релігію такою, якою вона є насправді у своїх само-виявах, у недопущенні світоглядних, ідеологічних упереджень.
У полі зору феноменології релігії — не тільки релігія, релігійна свідомість, а й акти віри, містичні аспекти. Напрацювання її є важливим джерелом знань при з'ясуванні природи та сутності релігії, сенсу релігійності.